# Mülheim-Kärlich
Mülheim-Kärlich é uma cidade da Alemanha localizado no distrito de Mayen-Koblenz, estado da Renânia-Palatinado.
Pertence ao Verbandsgemeinde de Weißenthurm.